# Petersdorf (Schwaben)
Petersdorf ist eine Gemeinde im schwäbischen Landkreis Aichach-Friedberg in Bayern. Die Gemeinde ist Mitglied der Verwaltungsgemeinschaft Aindling.

## Geografie
Petersdorf liegt in der Region Augsburg circa 20 km nordöstlich von Augsburg und 12 km westlich der Kreisstadt Aichach entfernt.
Die Gemeinde liegt auf einer Höhe von 460 bis 533,60 m (der zweithöchste Punkt im Landkreis Aichach-Friedberg).
Es gibt die Gemarkungen Alsmoos, Petersdorf, Schönleiten und Willprechtszell.
Es gibt neun Gemeindeteile (in Klammern ist der Siedlungstyp angegeben):
- Alsmoos (Pfarrdorf)
- Appertshausen (Weiler)
- Axtbrunn (Dorf)
- Gebersdorf (Dorf)
- Hohenried (Kirchdorf)
- Indersdorf (Einöde)
- Petersdorf (Kirchdorf)
- Schönleiten (Dorf)
- Willprechtszell (Pfarrdorf)

## Geschichte

### Bis zur Gemeindegründung
Petersdorf gehörte zum Rentamt München und zum Landgericht Aichach des Kurfürstentums Bayern. Im Zuge der Verwaltungsreformen im Königreich Bayern entstanden mit dem Gemeindeedikt von 1818 die Gemeinden Alsmoos (mit Gebersdorf), Petersdorf (mit Appertshausen und Indersdorf), Schönleiten und Willprechtszell (mit Axtbrunn und Hohenried).

### Bezirkszugehörigkeit
Die Gemeinden gehörten zum Landgericht Aichach und waren seit der Trennung von Justiz und Verwaltung ab 1. Juli 1862 dem Bezirksamt Aichach (ab 1939  Landkreis Aichach) in Oberbayern zugeordnet. Mit der Landkreisreform am 1. Juli 1972 wurden die vier Gemeinden dem Regierungsbezirk Schwaben und dem neuen Landkreis Aichach-Friedberg, der bis 30. April 1973 den Namen Landkreis Augsburg-Ost führte, zugeordnet.

### Eingemeindungen
Am 1. Mai 1978 wurden die Gemeinden Alsmoos, Schönleiten und Willprechtszell in die Gemeinde Petersdorf eingegliedert.

### Religionen
Die katholische Filiale Sankt Nikolaus in Petersdorf gehört zur Pfarrei Sankt Johannes Baptist in Alsmoos. Ebenso die Ortschaft Indersdorf.

### Einwohnerentwicklung
- 1961: 1226 Einwohner[6]
- 1970: 1364 Einwohner[6]
- 1987: 1645 Einwohner
- 1991: 1689 Einwohner
- 1995: 1692 Einwohner
- 2000: 1726 Einwohner
- 2005: 1706 Einwohner
- 2010: 1649 Einwohner
- 2015: 1705 Einwohner
- 2018: 1686 Einwohner
- 2019: 1694 Einwohner[7]

Zwischen 1988 und 2019 wuchs die Gemeinde von 1625 auf 1694 um 69 Einwohner bzw. um 4,2 %.

## Politik

### Gemeinderat
Der Gemeinderat setzt sich aus dem Ersten Bürgermeister und zwölf Gemeinderäten zusammen. Bei der Kommunalwahl am 15. März 2020 erreichten die beiden Listen bei einer Wahlbeteiligung von 64,91 % folgendes Ergebnis:
| Parteien und Wählergemeinschaften                                        | 2020  | 2020  | 2014  | 2014  |
| Parteien und Wählergemeinschaften                                        | %     | Sitze | %     | Sitze |
| ------------------------------------------------------------------------ | ----- | ----- | ----- | ----- |
| Gemeinsam Pro Petersdorf                                                 | 58,0  | 7     | 56,0  | 7     |
| Wählervereinigung Schönleiten/Willprechtszell/Axtbrunn/Hohenried (WSWAH) | 42,0  | 5     | 44,0  | 5     |
| Gesamt                                                                   | 100,0 | 12    | 100,0 | 12    |
| Wahlbeteiligung in %                                                     | 64,9  | 64,9  | 66,6  | 66,6  |

### Bürgermeister
Bürgermeister war seit 2014 Richard Brandner (Wählergruppe „Gemeinsam pro Petersdorf“). Er wurde Nachfolger von Johann Settele (Wählervereinigung Schönleiten, Willprechtszell, Axtbrunn, Hohenried), der von 2002 bis 2014 im Amt war.

Davor war Josef Thrä (Freie Wählergemeinschaft) Bürgermeister.
Richard Brandner hat seinen Rücktritt zum 30. April 2017 erklärt. Bei der Neuwahl am 2. April 2017 wurde Dietrich Binder mit 65 % (bei einer Mitbewerberin) zum Nachfolger ab 1. Mai 2017 gewählt.

### Wappen
| Wappen von Petersdorf | Blasonierung: „Gespalten von Silber und Blau, vorne unter einem erhöhten roten Zickzackbalken ein schwarzer Doppelspringer, hinten pfahlweise eine linksgewendete goldene Krümme eines Abtstabes und drei zwei zu eins gestellte goldene Kugeln.“ |
| Wappen von Petersdorf | |

### Steuereinnahmen
Im Jahr 2018 betrugen die Gemeindesteuereinnahmen 1408 T€, davon waren 187 T€ Gewerbesteuereinnahmen (netto).

## Baudenkmäler

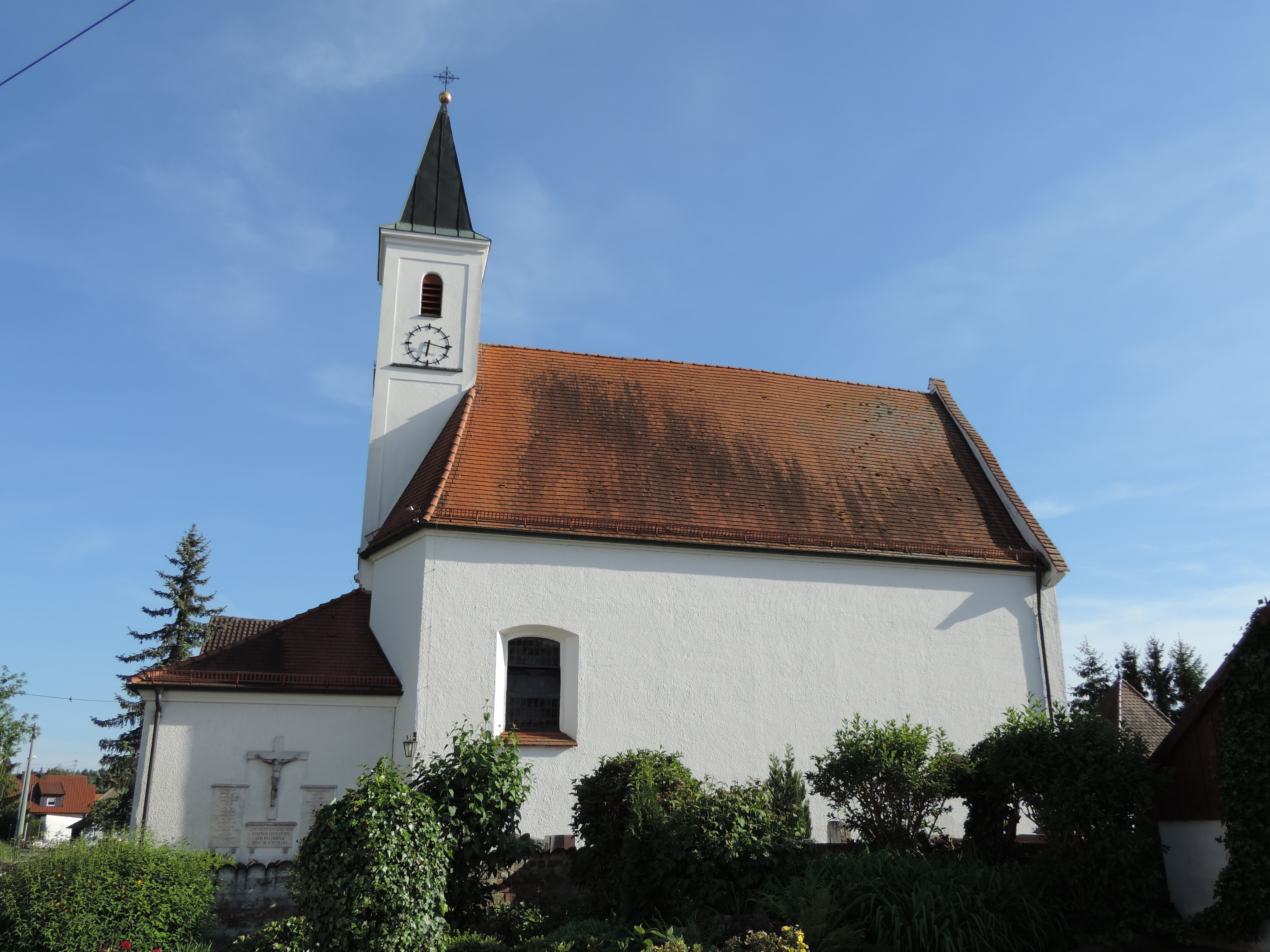
Kirche St. Nikolaus

## Wirtschaft und Infrastruktur

### Wirtschaft einschließlich Land- und Forstwirtschaft

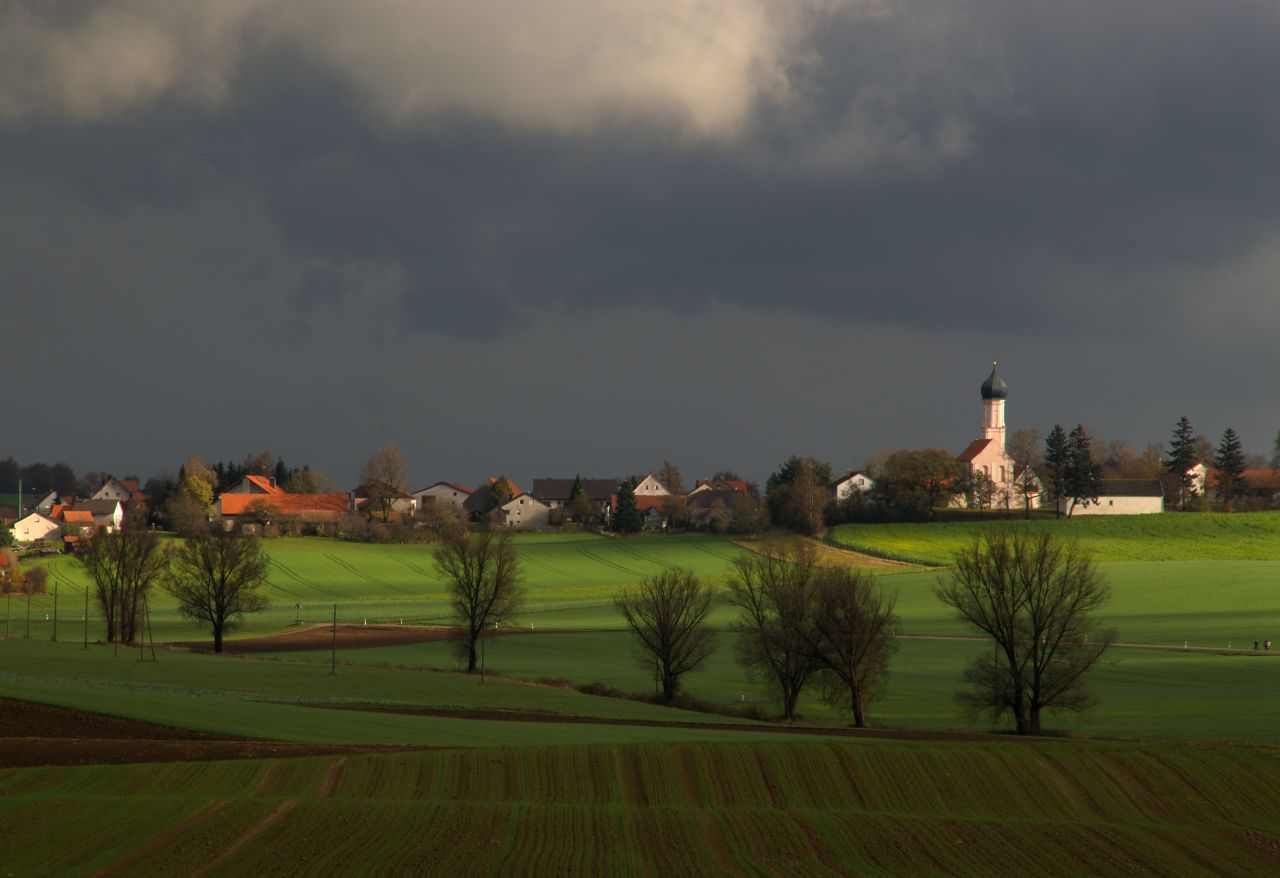
Blick auf Petersdorf-Willprechtszell (2006).

2018 gab es in der Gemeinde 108 sozialversicherungspflichtige Arbeitsplätze. Von der Wohnbevölkerung standen 690 Personen in einem versicherungspflichtigen Beschäftigungsverhältnis. Damit war die Zahl der Auspendler um 582 Personen größer als die der Einpendler. 15 Einwohner waren arbeitslos. 2016 gab es 26 landwirtschaftliche Betriebe, die eine Fläche von 968 Hektar bewirtschafteten.

### Verkehr
Die Staatsstraße 2035 von Augsburg nach Neuburg an der Donau und die Staatsstraße 2047 von München nach Rain kreuzen sich im Gemeindegebiet.

### Bildung
Es gibt eine Kindertageseinrichtung mit 94 Plätzen; am 1. März 2019 waren davon 92 Plätze belegt.
In der Grundschule Petersdorf werden 87 Kinder von acht Lehrkräften unterrichtet (Schuljahr 2019/2020).